# Stročín
Stročín est un village de Slovaquie situé dans la région de Prešov.

## Histoire
Première mention écrite du village en 1317.

## Démographie

### Évolution de la population
| Année:               | 1994. | 2004.    | 2014.    | 2024.   |
| -------------------- | ----- | -------- | -------- | ------- |
| Nombre de personnes: | 406   | 499      | 559      | 572     |
| Différence:          |       | +22,90 % | +12,02 % | +2,32 % |

| Année:               | 2023. | 2024.   |
| -------------------- | ----- | ------- |
| Nombre de personnes: | 568   | 572     |
| Différence:          |       | +0,70 % |